# Loewinella nitidicollis
Loewinella nitidicollis är en tvåvingeart som beskrevs av Pavel Lehr 1958. Loewinella nitidicollis ingår i släktet Loewinella och familjen rovflugor. Inga underarter finns listade i Catalogue of Life.